# Saint-Beauzély
Saint-Beauzély est une commune française située dans le département de l'Aveyron, en région Occitanie.
Son territoire constitue une partie du parc naturel régional des Grands Causses ; il se développe sur le versant sud des monts du Lévézou, sur la rive droite de la Muze et sur le causse Rouge en rive opposée.
Le patrimoine architectural de la commune comprend quatre  immeubles protégés au titre des monuments historiques : le prieuré de Comberoumal, inscrit en 1929, les sanctuaires des Basiols, inscrits en 1992, l'ancienne église Saint-Jacques de Salsac, inscrite en 1995, et le château, inscrit en 1998.

## Géographie

### Description

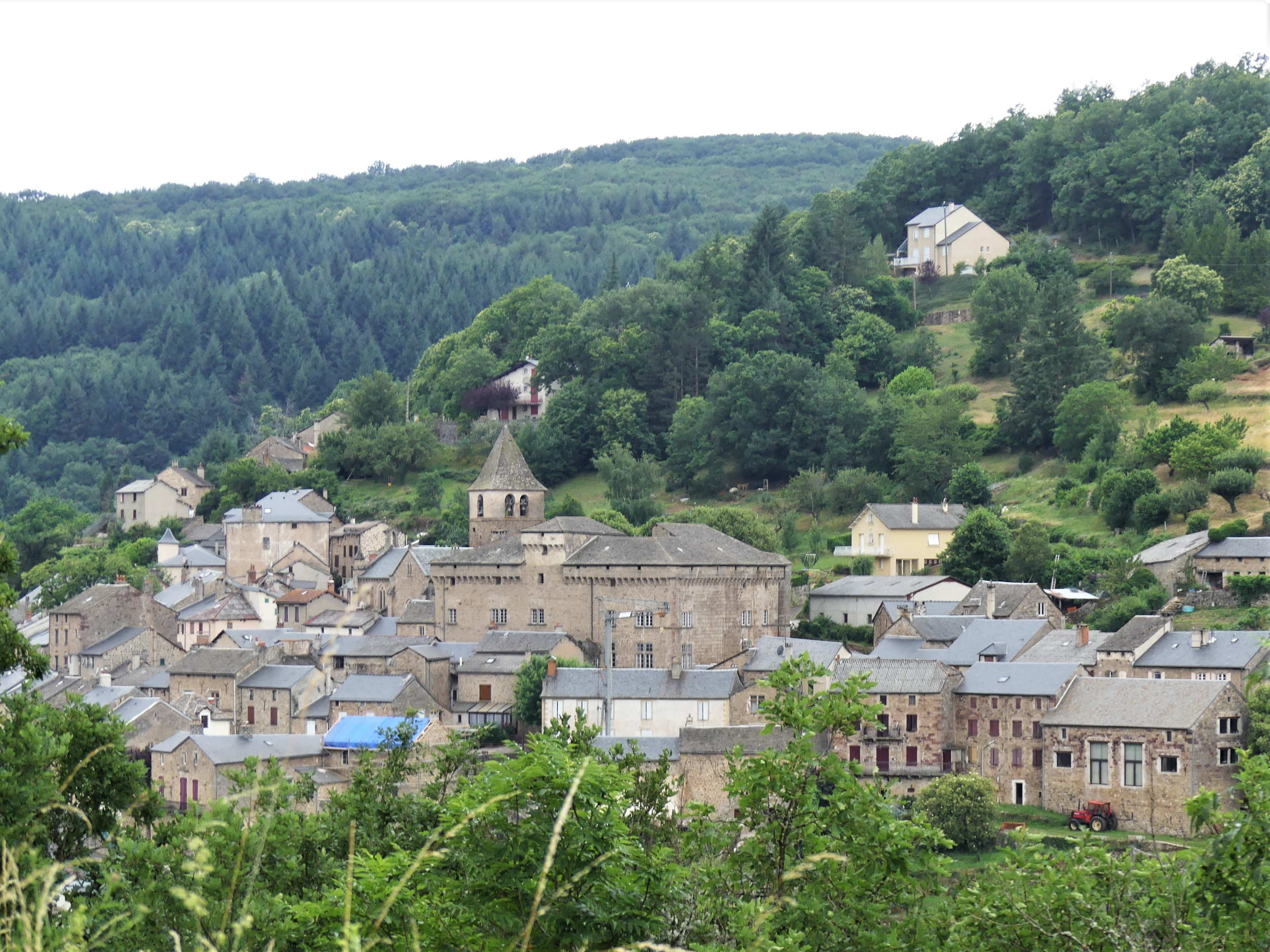
Vue du bourg.

Au sud du Massif central, dans le quart sud-est du département de l'Aveyron, la commune de Saint-Beauzély est située à l'intérieur du parc naturel régional des Grands Causses. Le territoire communal, qui s'étend sur 30,69 km2, est arrosé par la Muze, un affluent du Tarn. Sa vallée, de direction nord-sud, délimite les deux ensembles distincts qui composent le territoire communal : à l'ouest le massif ancien du Lévézou et à l'est le causse Rouge.
L'altitude minimale, avec 541 ou 549 mètres, se trouve localisée à l'extrême sud, près du lieu-dit Moulibez. L'altitude maximale avec 1 062 mètres est située dans le nord-ouest, sur le Lévézou, en limite de la commune de Curan.
Situé à l'intersection des routes départementales (RD) 30 et 96, le bourg de Saint-Beauzély est situé, en distances orthodromiques, douze kilomètres au nord-ouest du centre-ville de Millau et trente-sept kilomètres au sud-est de Rodez.
La commune est également desservie par les RD 170, 171, 529 et 911.
Au sud, le territoire communal est parcouru sur huit kilomètres par le sentier de grande randonnée GR 62 qui traverse le bourg de Saint-Beauzély et passe devant l'ancien prieuré de Comberoumal.

### Communes limitrophes
Saint-Beauzély est limitrophe de six autres communes.
Au nord-ouest, son territoire est distant de moins de 400 mètres de celui de Vézins-de-Lévézou.
Les communes limitrophes sont  Castelnau-Pégayrols, Curan, Millau, Saint-Laurent-de-Lévézou, Saint-Léons et Verrières.

### Hydrographie

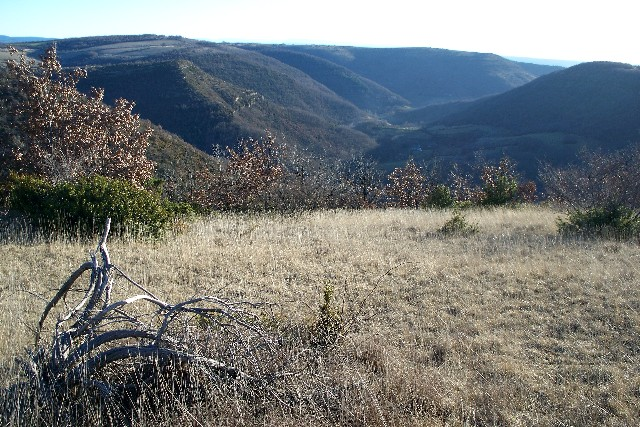
La vallée de la Muze.

Saint-Bauzély est drainé par plusieurs ruisseaux qui y confluent dans la Muze (affluent du Tarn), un affluent du Tarn et donc un sous-affluent du fleuve la Garonne.

### Climat
Pour des articles plus généraux, voir Climat de l'Occitanie et Climat de l'Aveyron.
En 2010, le climat de la commune est de type climat des marges montargnardes, selon une étude s'appuyant sur une série de données couvrant la période 1971-2000. En 2020, Météo-France publie une typologie des climats de la France métropolitaine dans laquelle la commune est exposée à un climat de montagne et est dans la région climatique Sud-est du Massif Central, caractérisée par une pluviométrie annuelle de 1 000 à 1 500 mm, minimale en été, maximale en automne.
Pour la période 1971-2000, la température annuelle moyenne est de 10,5 °C, avec une amplitude thermique annuelle de 15,8 °C. Le cumul annuel moyen de précipitations est de 1 046 mm, avec 10,9 jours de précipitations en janvier et 5,6 jours en juillet. Pour la période 1991-2020, la température moyenne annuelle observée sur la station météorologique la plus proche, située sur la commune de Millau à 12 km à vol d'oiseau, est de 11,2 °C et le cumul annuel moyen de précipitations est de 713,2 mm,. Pour l'avenir, les paramètres climatiques de la commune estimés pour 2050 selon différents scénarios d'émission de gaz à effet de serre sont consultables sur un site dédié publié par Météo-France en novembre 2022.

## Urbanisme

### Typologie
Au 1er janvier 2024, Saint-Beauzély est catégorisée commune rurale à habitat dispersé, selon la nouvelle grille communale de densité à 7 niveaux définie par l'Insee en 2022.
Elle est située hors unité urbaine. Par ailleurs la commune fait partie de l'aire d'attraction de Millau, dont elle est une commune de la couronne,. Cette aire, qui regroupe 23 communes, est catégorisée dans les aires de moins de 50 000 habitants,.

### Hameaux
- Alaret, hameau situé sur les flancs de la montagne du Lévézou.
- Azinières est un hameau important de la commune situé sur un flanc de colline du causse Rouge.

L'église Saint-Roch fut bâtie au XVIIIe siècle en remplacement de l'église de Salsac.
Ancienne tour dont l'origine et son utilisation nous sont inconnues.
- Barruques, hameau important situé sur un flanc du causse, en aplomb de la Muse, près des anciennes carrières de pierre.
- La Bastisou, maison située à l'extrémité de la commune, à quelques mètres du village de Mauriac dans la commune de Saint-Laurent-du-Lévézou. Avant la Révolution, La Bastisou était dans la paroisse d'Estalane. Elle appartenait à une famille de riches paysans, les Suquet, qui transmettaient systématiquement le prénom Géraud au fils aîné.
- La Baume, ancien domaine.
- La Baumette, ancien domaine devenu centre aéré pour les enfants de la ville de Millau.
- Boulsayret, ancien domaine ou métairie, appartenant à la famille Salgues, puis Fabre, puis De Bonnefous (XVIIIe siècle). À la Révolution française, le fermier du domaine, Gaven, en devient propriétaire[11].
- Le Colombier, maison ancienne à la sortie du chef-lieu en direction de Bouloc.
- Comberoumal, ancien prieuré de moines grandmontains (ordre religieux fondé par Étienne de Muret en 1076), magnifiquement conservé et restauré.
- La Devèze, ancien domaine ou métairie, appartenant à la famille de Courtines (XVIIe siècle - 1735), puis Poujade notaire de Saint-Beauzély[11].
- Les Gardies, hameau proche du chef-lieu. Sa partie ancienne suivait un plan en T, dont la barre supérieure était le long du chemin de Saint-Laurent. Il s'agissait d'un fief noble longtemps possédé par la famille de Grégoire des Gardies originaire des environs de Millau qui s'éteignit en 1780 dans la famille de Dax d'Axat[12]. La famille Alric, dynastie de notaires, y avait sa maison. La barre "verticale" est un curieux alignement de petites maisons à "balat" (escalier et terrasse en façade) dans une rue en impasse.
- Gaverlac, hameau qui sous l'ancien régime était dans la communauté et seigneurie de Saint-Beauzély et dans la paroisse de Saint-Laurent.
- La Lande, ancien domaine de la riche famille Combettes, devenue pépinière d'officiers de l'administration d'Ancien Régime.
- Muzettes (Musettes), hameau proche du chef-lieu, composé de très belles maisons en pierres de taille, dont certaines sont directement bâties sur le roc.
- Le Pont de Saint-Beauzély, hameau situé en dessous du chef-lieu, autour du pont en pierre qui franchit la Muse à l'emplacement du passage de l'ancienne voie romaine, restée route principale jusqu'en 1840, quand une autre route et un autre pont furent construits pour éviter les fortes pentes du trajet précédent. Le premier pont aurait construit avec l'argent de la dot d'Alix de Lévézou, mariée en 1228 avec Bernard d'Arpajon. Les armes d'Arpajon sont encore visibles sur le tablier du pont. Ce hameau est composé de deux parties où l'on trouve de très belles maisons anciennes. Sur la rive droite, à l'aplomb du ruisseau, un groupe de maisons formant un carré autour d'une cour, comme un ancien domaine éclaté entre héritiers. Sur la rive gauche, les maisons s'alignent le long du ruisseau, avec en amont les vestiges de l'ancien moulin haut, propriété de la famille Olier, du XVIIe au XIXe siècle.
- Roquecanude, ancien domaine, carrière.
- Salsac, lieu où se trouvait une église paroissiale Saint-Jacques, édifice d'origine gallo-romaine, transformé en église préromane au XIe siècle, puis remanié en style roman au XIIe siècle[13]. Le service paroissial fut transféré en 1732 à Azinières où se trouvaient les deux tiers des paroissiens. L'ancienne église sert aujourd'hui de garage et menace ruine. Le domaine agricole dépendait du prieuré de Comberoumal.
- La Tacherie, ancien domaine de la communauté et seigneurie de Saint-Léons, et de la paroisse de Salsac. Propriété de la famille Génies (XVIIe-XVIIIe siècle)[11].

### Habitat et logement
En 2018, le nombre total de logements dans la commune était de 361, alors qu'il était de 352 en 2013 et de 337 en 2008.
Parmi ces logements, 68,7 % étaient des résidences principales, 20,1 % des résidences secondaires et 11,2 % des logements vacants. Ces logements étaient pour 90,2 % d'entre eux des maisons individuelles et pour 8,7 % des appartements.
Le tableau ci-dessous présente la typologie des logements à Saint-Beauzély en 2018 en comparaison avec celle de l'Aveyron et de la France entière. Une caractéristique marquante du parc de logements est ainsi une proportion de résidences secondaires et logements occasionnels (20,1 %) supérieure à celle du département (17,4 %) et très supérieure à celle de la France entière (9,7 %). Concernant le statut d'occupation de ces logements, 75,1 % des habitants de la commune sont propriétaires de leur logement (78,5 % en 2013), contre 69,3 % pour l'Aveyron et 57,5 % pour la France entière.
| Typologie                                               | Saint-Beauzély | Aveyron | France entière |
| ------------------------------------------------------- | -------------- | ------- | -------------- |
| Résidences principales (en %)                           | 68,7           | 71,8    | 82,1           |
| Résidences secondaires et logements occasionnels (en %) | 20,1           | 17,4    | 9,7            |
| Logements vacants (en %)                                | 11,2           | 10,8    | 8,2            |

## Toponymie
Le nom de Saint-Beauzély vient de saint Baudile, patron de la paroisse fêté le 20 mai.
Temporairement, au cours de la période révolutionnaire, du 7 germinal an II au 26 brumaire an III, Saint Bauzéli de Lévésou adopta le nom de Libre-Muse, en référence à la Muze, cours d'eau principal de la commune. Symboliquement, l'arbre de la liberté fut planté à l'extérieur des remparts. Cet arbre remarquable au centre de la place portant son nom, la place du Marronnier, garde le témoignage de cette période mouvementée.
En occitan, la commune porte le nom de Sent Bausèli.

## Histoire
Occupé très anciennement, ce territoire était traversé par une voie romaine (au sujet du Grand chemin et ses variantes). Ce n’est toutefois qu’au Moyen Âge que fut bâti et loti le bourg fortifié. Devenu chef-lieu de seigneurie et de paroisse, riche de la production agricole environnante, de sa spécialisation dans l’extraction et le travail de la pierre et comme village-étape sur un axe important, il fut prospère du Moyen Âge au XIXe siècle. Il obtint le statut de chef-lieu de canton en 1790, ce qui confirma son rôle administratif. Mais la construction, dès la fin du XVIIIe siècle, d’un axe routier majeur détournant la circulation de la commune (la « route des intendants », actuelle RD 911) et la marginalisation progressive des productions économiques locales contribuèrent à la perte de vitalité et de population de la commune et de son chef-lieu, aux XIXe et XXe siècles. Cependant, depuis quelques décennies, Saint-Beauzély se développe de nouveau, comme « banlieue » résidentielle de Millau, dans le cadre de la rurbanisation, avec l’installation de jeunes couples qui permettent aux services publics ruraux et à quelques commerces de se maintenir.

Saint-Beauzély au tout début du XXe siècle
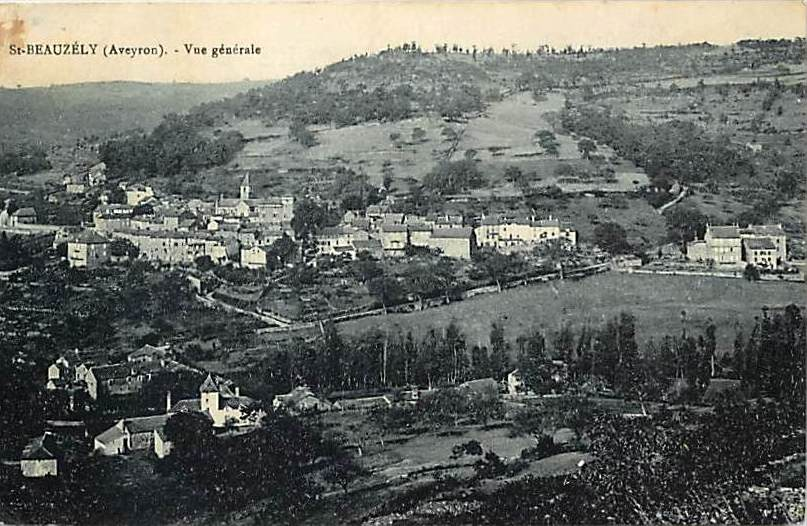
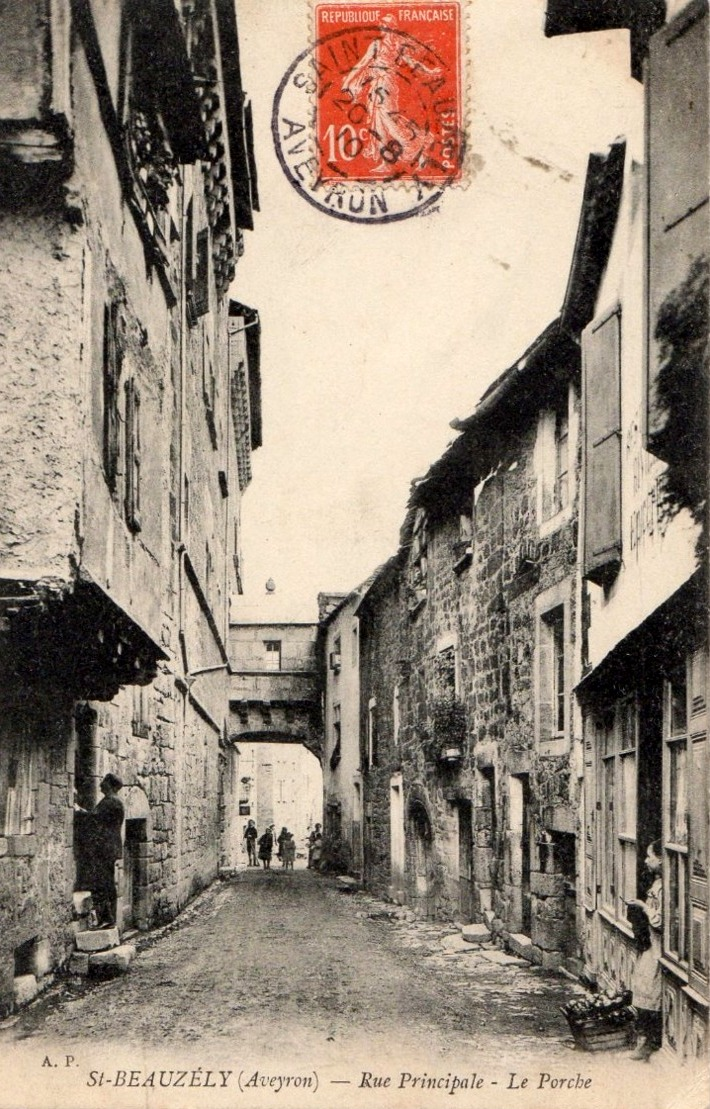
Rue principale.
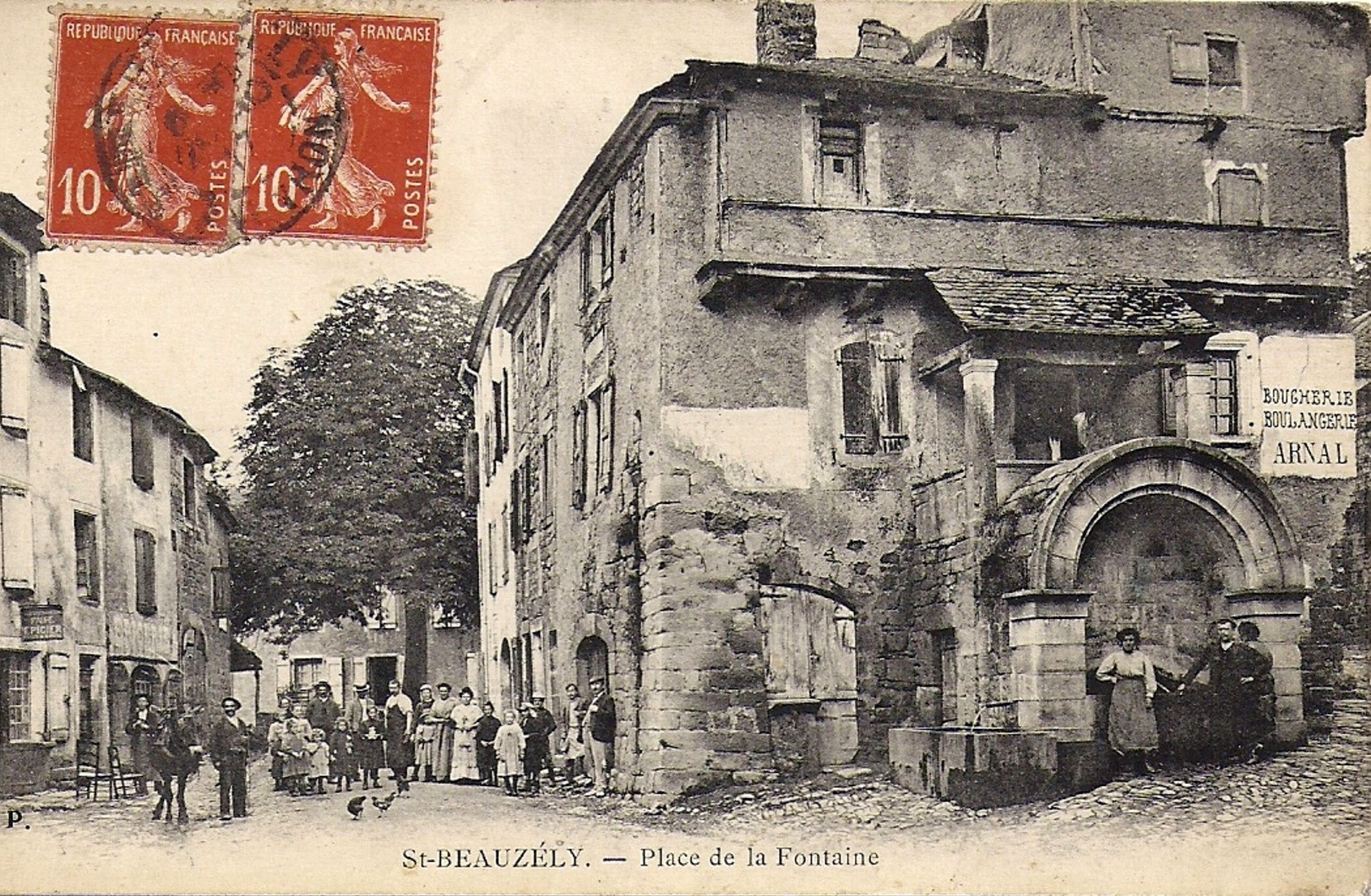
Place de la fontaine.
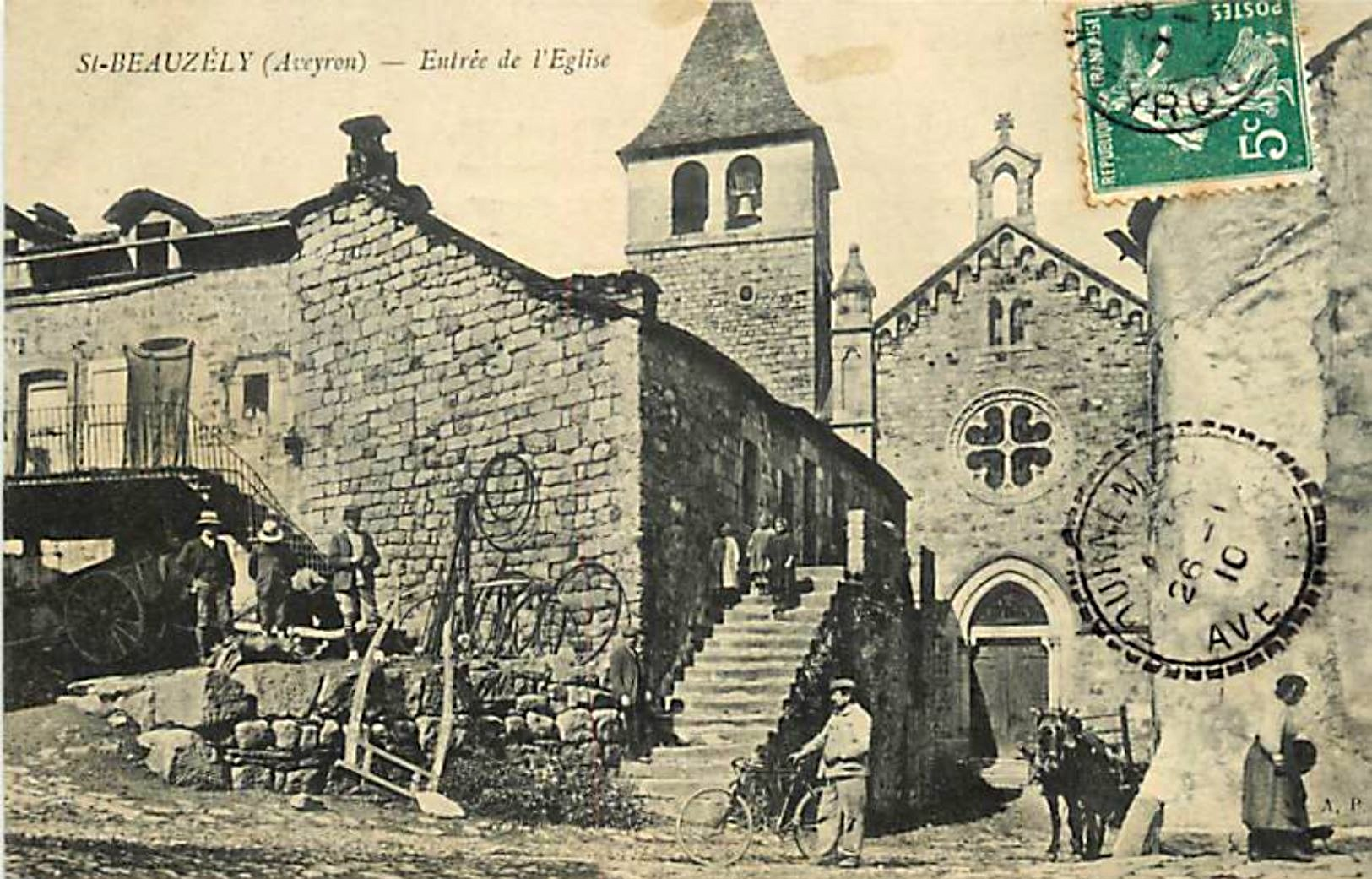
Entrée de l'église.
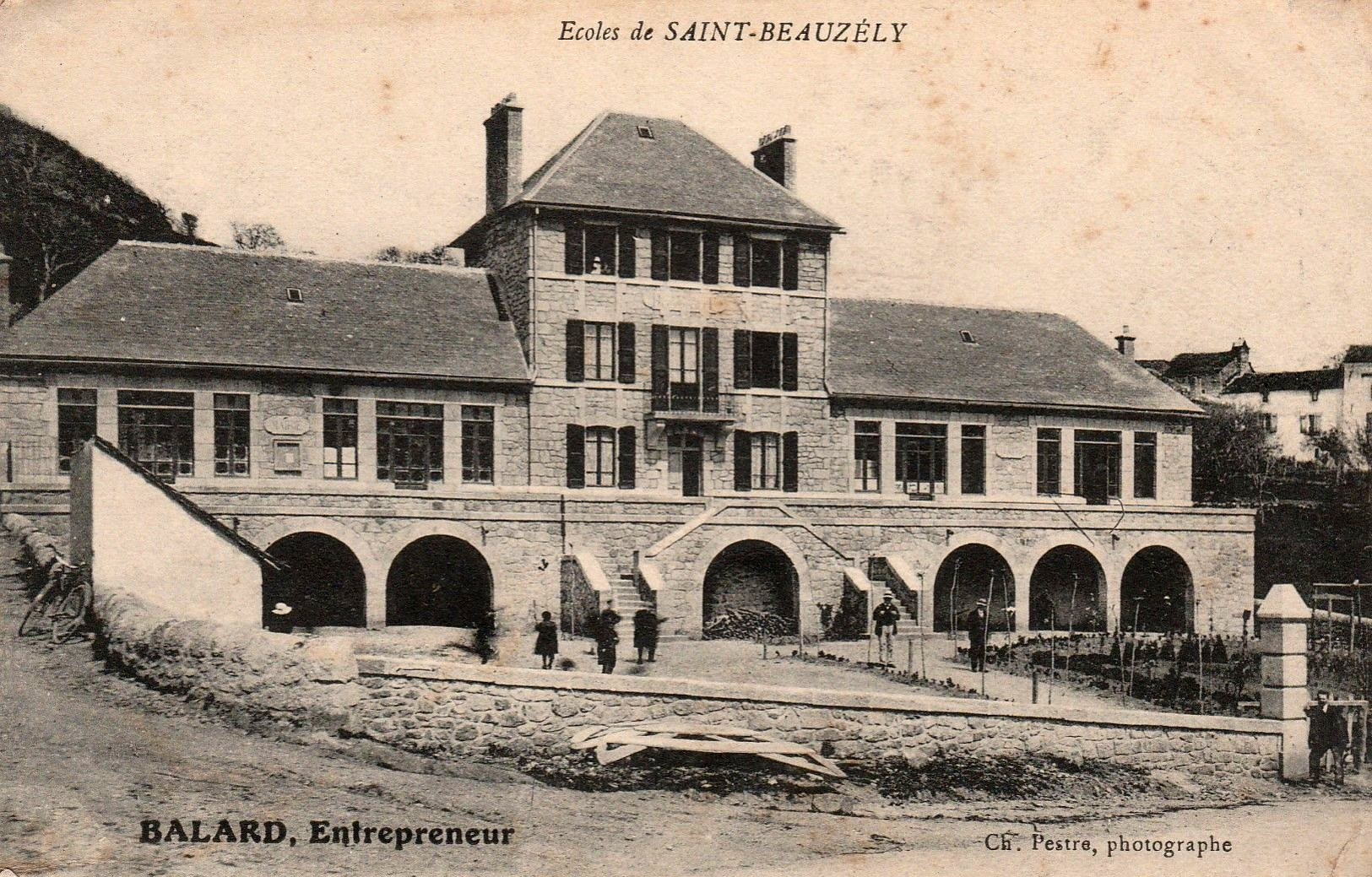
Les écoles.
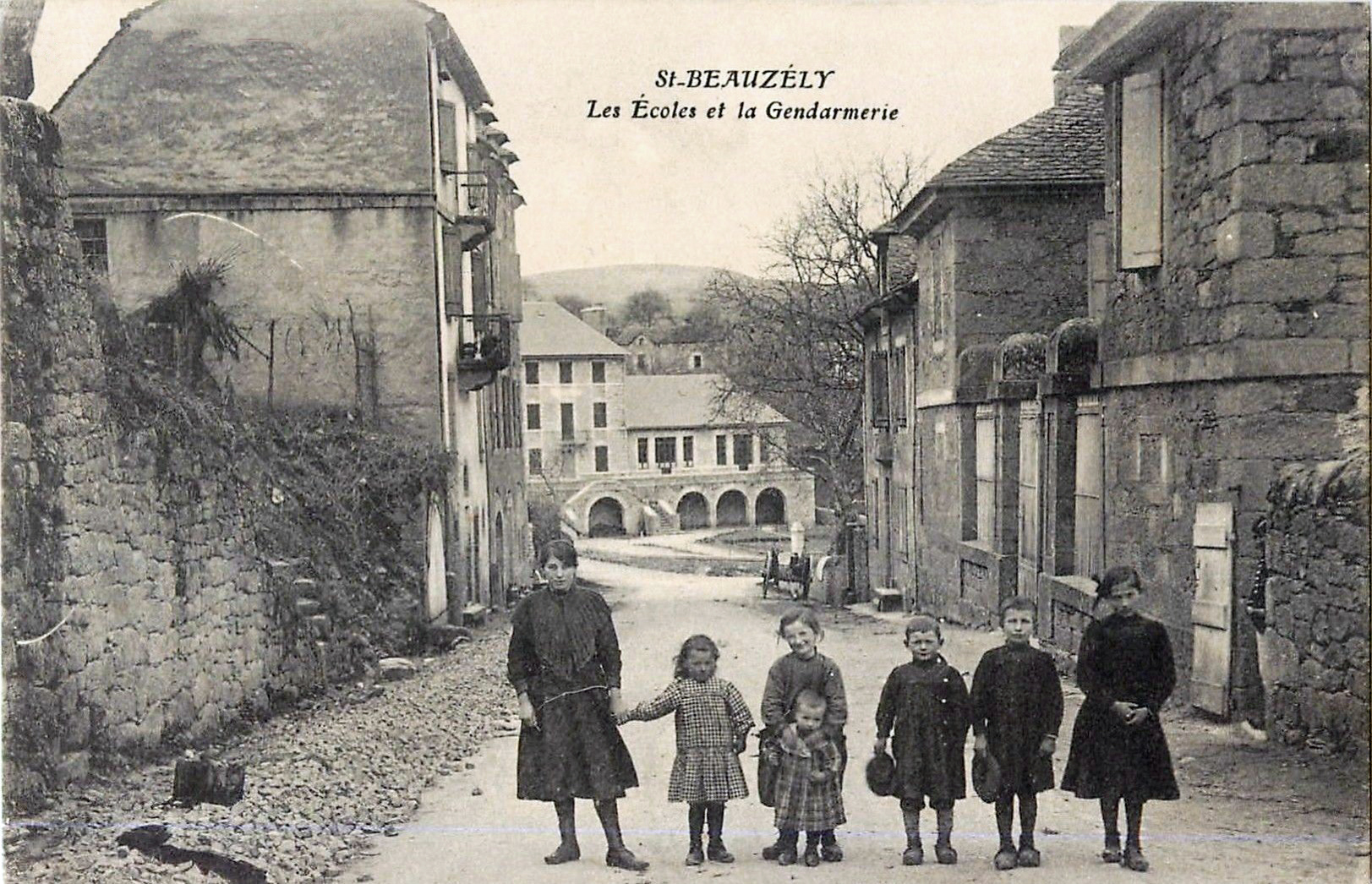
Les écoles et la gendarmerie.

## Politique et administration
La commune instituée par la Révolution française absorbe entre 1820 et 1834 celles de  Castelmus et de  Castelnau-Pégayrols. En 1834, Castelnau-Pégayrols  est recréé et intègre le hameau de Castelmus.

### Rattachements administratifs et électoraux

#### Rattachements administratifs
La commune se trouve  dans l'arrondissement de Millau du département de l'Aveyron.
Elle était depuis 1793 le chef-lieu du canton de Saint-Beauzély. Dans le cadre du redécoupage cantonal de 2014 en France, cette circonscription administrative territoriale a disparu, et le canton n'est plus qu'une circonscription électorale.

#### Rattachements électoraux
Pour les élections départementales, la commune fait partie depuis 2014 du canton de Tarn et Causses
Pour l'élection des députés, elle fait partie de la troisième circonscription de l'Aveyron.

### Intercommunalité
Penvénan est membre de la communauté de communes de la Muse et des Raspes du Tarn, un établissement public de coopération intercommunale (EPCI) à fiscalité propre créé en 2005 sous le nom de « communauté de communes du Tarn et de la Muse », et auquel la commune a transféré un certain nombre de ses compétences, dans les conditions déterminées par le code général des collectivités territoriales.

### Liste des maires
| Période                                  | Période                        | Identité           | Étiquette          | Qualité |
| ---------------------------------------- | ------------------------------ | ------------------ | ------------------ | --- |
| Les données manquantes sont à compléter. |                                |                    |                    | |
|                                          |                                | Maurice Vernhette  | Droite monarchiste | Avocat à Millau, ancien magistrat Député de l'Aveyron (1848 → 1851 Conseiller général de Saint-Beauzély (1841 → 1848) |
| Les données manquantes sont à compléter. |                                |                    |                    | |
| 1947                                     | 1971                           | Paul Gavalda       |                    | |
| 1971                                     | 1989                           | Pierre Querbes     |                    | |
| 1989                                     | 1995                           | Hugues Lejeune     | DVD                | |
| 1995                                     | 2008                           | Pierre Ginesty     |                    | |
| mars 2008                                | 2014                           | Christian Marchand |                    | |
| mars 2014                                | août 2022                      | Benjamin Boissière | SE                 | Employé de commerce Démissionnaire                                                                                    |
| décembre 2022                            | En cours (au 16 décembre 2022) | Mathieu Henry      |                    | |

## Démographie
L'évolution du nombre d'habitants est connue à travers les recensements de la population effectués dans la commune depuis 1793. Pour les communes de moins de 10 000 habitants, une enquête de recensement portant sur toute la population est réalisée tous les cinq ans, les populations de référence des années intermédiaires étant quant à elles estimées par interpolation ou extrapolation. Pour la commune, le premier recensement exhaustif entrant dans le cadre du nouveau dispositif a été réalisé en 2007.

En 2022, la commune comptait 575 habitants, en évolution de −1,54 % par rapport à 2016 (Aveyron : +0,37 %, France hors Mayotte : +2,11 %).
| 1793 | 1800 | 1806  | 1821  | 1831  | 1836 | 1841 | 1846 | 1851 |
| ---- | ---- | ----- | ----- | ----- | ---- | ---- | ---- | ---- |
| 705  | 823  | 2 080 | 1 958 | 1 911 | 897  | 919  | 928  | 927  |

| 1856 | 1861 | 1866 | 1872 | 1876 | 1881 | 1886 | 1891 | 1896 |
| ---- | ---- | ---- | ---- | ---- | ---- | ---- | ---- | ---- |
| 941  | 949  | 979  | 987  | 907  | 934  | 925  | 864  | 856  |

| 1901 | 1906 | 1911 | 1921 | 1926 | 1931 | 1936 | 1946 | 1954 |
| ---- | ---- | ---- | ---- | ---- | ---- | ---- | ---- | ---- |
| 785  | 789  | 779  | 666  | 643  | 661  | 593  | 554  | 483  |

| 1962 | 1968 | 1975 | 1982 | 1990 | 1999 | 2006 | 2007 | 2012 |
| ---- | ---- | ---- | ---- | ---- | ---- | ---- | ---- | ---- |
| 494  | 439  | 408  | 422  | 487  | 525  | 514  | 512  | 553  |

| 2017 | 2022 | - | - | - | - | - | - | - |
| ---- | ---- | - | - | - | - | - | - | - |
| 596  | 575  | - | - | - | - | - | - | - |

## Économie

### Revenus
En 2018  (données Insee publiées en septembre 2021), la commune compte 247 ménages fiscaux, regroupant 580 personnes. La médiane du revenu disponible par unité de consommation est de 20 300 € (20 640 € dans le département).

### Emploi
| Division       | 2008  | 2013  | 2018  |
| -------------- | ----- | ----- | ----- |
| Commune        | 5,5 % | 7 %   | 7,6 % |
| Département    | 5,4 % | 7,1 % | 7,1 % |
| France entière | 8,3 % | 10 %  | 10 %  |

En 2018, la population âgée de 15 à 64 ans s'élève à 364 personnes, parmi lesquelles on compte 76 % d'actifs (68,4 % ayant un emploi et 7,6 % de chômeurs) et 24 % d'inactifs,. Depuis 2008, le taux de chômage communal (au sens du recensement) des 15-64 ans est supérieur à celui du département, mais inférieur à celui de la France.
La commune fait partie de la couronne de l'aire d'attraction de Millau, du fait qu'au moins 15 % des actifs travaillent dans le pôle,. Elle compte 132 emplois en 2018, contre 126 en 2013 et 119 en 2008. Le nombre d'actifs ayant un emploi résidant dans la commune est de 255, soit un indicateur de concentration d'emploi de 51,7 % et un taux d'activité parmi les 15 ans ou plus de 56,8 %.
Sur ces 255 actifs de 15 ans ou plus ayant un emploi, 91 travaillent dans la commune, soit 36 % des habitants. Pour se rendre au travail, 81,7 % des habitants utilisent un véhicule personnel ou de fonction à quatre roues, 0,4 % les transports en commun, 3,2 % s'y rendent en deux-roues, à vélo ou à pied et 14,7 % n'ont pas besoin de transport (travail au domicile).

### Activités hors agriculture

#### Secteurs d'activités
61 établissements sont implantés  à Saint-Beauzély au 31 décembre 2019. Le tableau ci-dessous en détaille le nombre par secteur d'activité et compare les ratios avec ceux du département,.
| Secteur d'activité                                                                                        | Commune | Commune | Département |
| Secteur d'activité                                                                                        | Nombre  | %       | %           |
| --- | ------- | ------- | ----------- |
| Ensemble                                                                                                  | 61      | 100 %   | (100 %)     |
| Industrie manufacturière, industries extractives et autres                                                | 10      | 16,4 %  | (17,7 %)    |
| Construction                                                                                              | 12      | 19,7 %  | (13 %)      |
| Commerce de gros et de détail, transports, hébergement et restauration                                    | 14      | 23 %    | (27,5 %)    |
| Information et communication                                                                              | 2       | 3,3 %   | (1,5 %)     |
| Activités financières et d'assurance                                                                      | 2       | 3,3 %   | (3,4 %)     |
| Activités immobilières                                                                                    | 4       | 6,6 %   | (4,2 %)     |
| Activités spécialisées, scientifiques et techniques et activités de services administratifs et de soutien | 4       | 6,6 %   | (12,4 %)    |
| Administration publique, enseignement, santé humaine et action sociale                                    | 10      | 16,4 %  | (12,7 %)    |
| Autres activités de services                                                                              | 3       | 4,9 %   | (7,8 %)     |

Le secteur du commerce de gros et de détail, des transports, de l'hébergement et de la restauration est prépondérant sur la commune puisqu'il représente 23 % du nombre total d'établissements de la commune (14 sur les 61 entreprises implantées  à Saint-Beauzély), contre 27,5 % au niveau départemental.

#### Entreprises
Les deux entreprises ayant leur siège social sur le territoire communal qui génèrent le plus de chiffre d'affaires en 2020 sont : 
- Boissiere Et Fils, travaux de menuiserie bois et PVC (2 985 k€)
- Grop LBC, commerce d'autres véhicules automobiles (44 k€)

### Agriculture
La commune est dans les Grands Causses, une petite région agricole occupant le sud-est du département de l'Aveyron. En 2020, l'orientation technico-économique de l'agriculture  sur la commune est l'élevage d'ovins ou de caprins.
|               | 1988  | 2000  | 2010  | 2020  |
| ------------- | ----- | ----- | ----- | ----- |
| Exploitations | 21    | 17    | 16    | 17    |
| SAU (ha)      | 1 564 | 1 494 | 1 624 | 1 706 |

Le nombre d'exploitations agricoles en activité et ayant leur siège dans la commune est passé de 21 lors du recensement agricole de 1988  à 17 en 2000 puis à 16 en 2010 et enfin à 17 en 2020, soit une baisse de 19 % en 32 ans. Le même mouvement est observé à l'échelle du département qui a perdu pendant cette période 51 % de ses exploitations,. La surface agricole utilisée sur la commune a quant à elle augmenté, passant de 1 564 ha en 1988 à 1 706 ha en 2020. Parallèlement la surface agricole utilisée moyenne par exploitation a augmenté, passant de 74 à 100 ha.

## Culture locale et patrimoine

### Lieux et monuments
- Témoignages du passé préhistorique de la région, sur le territoire communal ont été répertoriés quatre dolmens : ceux d'Azinières[27], de Barruques[28], de Bonneviale[29], et de la Tâcherie[30].
- Les sanctuaires des Basiols, du Ier au IVe siècle, sont inscrits depuis 1992[31].
- Le château de Saint-Beauzély, des XIIe et XVIIe siècles, est inscrit au titre des monuments historiques depuis 1998[32].
- Le Musée des métiers de la pierre et de la vie rurale, associé au Musée du Rouergue, est installé dans le château de Saint-Beauzély. Il comprend deux parties : les métiers de la pierre (2 000 objets), et la vie rurale (2 500 objets).
- L'église Saint-Beauzyl de Saint-Beauzély.
- L'église Saint-Jacques de Salsac, romane du XIe – XIIe siècle, est inscrite depuis 1995[33].
- Le prieuré de Comberoumal de l'ordre de Grandmont, du XIIIe siècle, est inscrit depuis 1929[34].
- La chapelle d'Azinières.
- Le pont médiéval sur la Muze, aux armes des seigneurs d'Arpajon.
- Le nouveau pont du Rauzel sur la Muze qui supplante le pont médiéval en 1840[35].

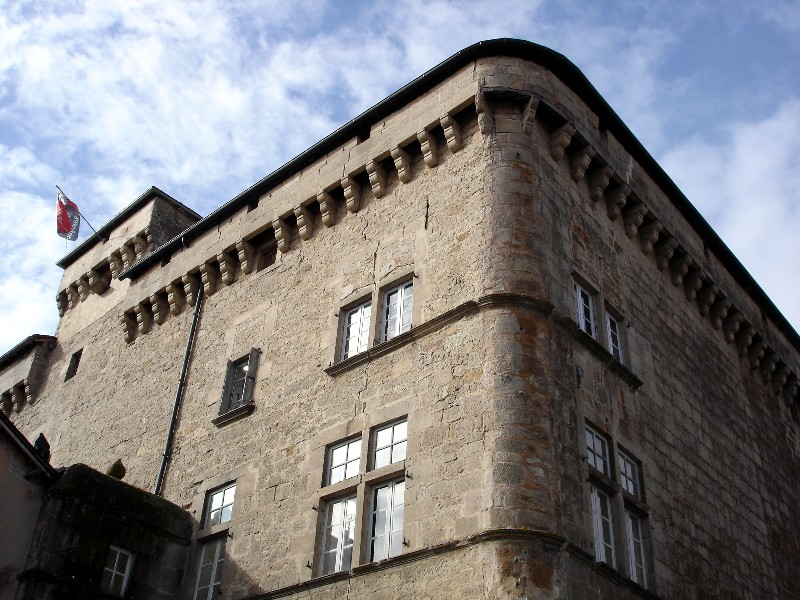
Le château-musée.
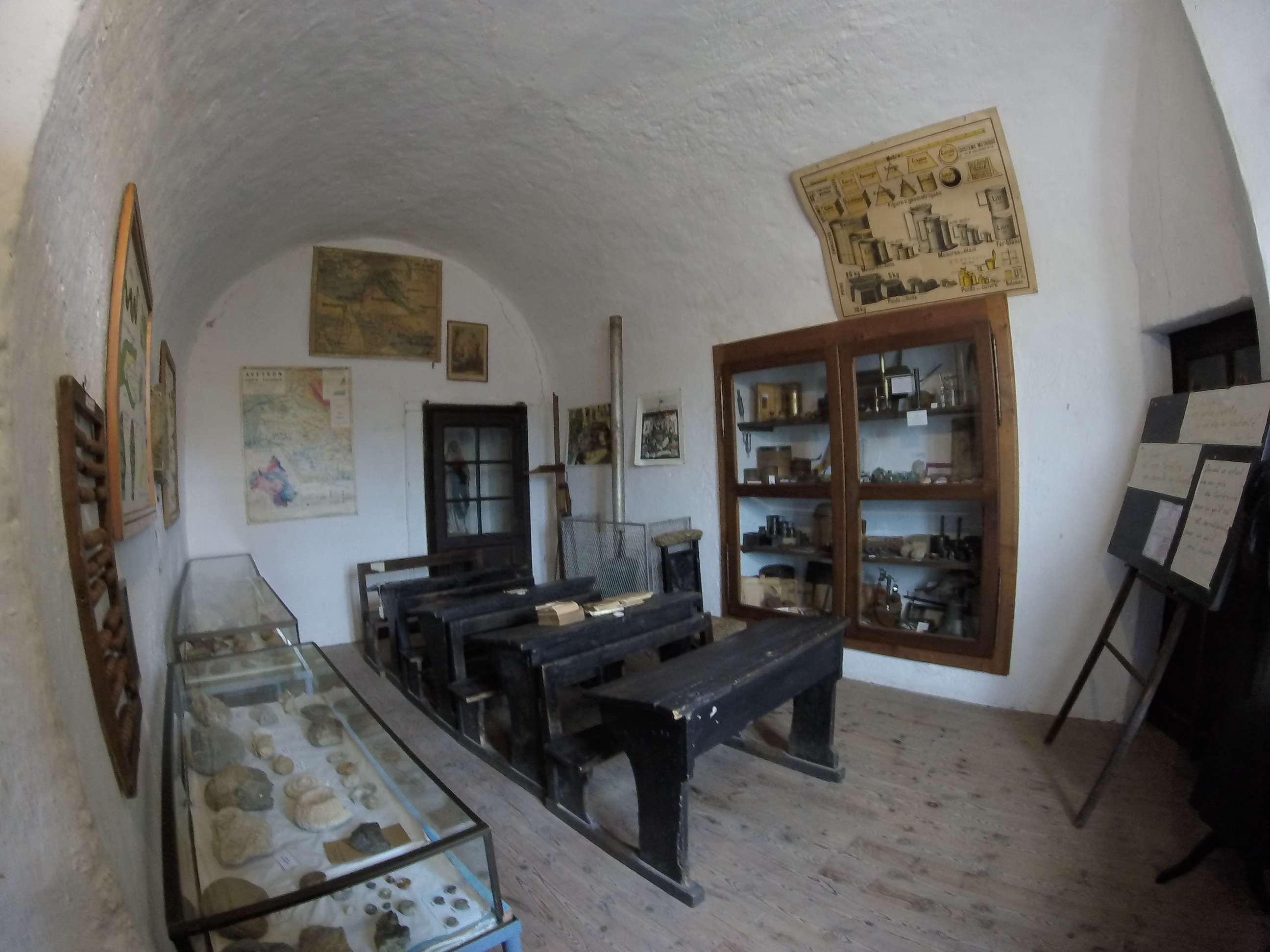
Salle de classe reconstituée dans le musée.
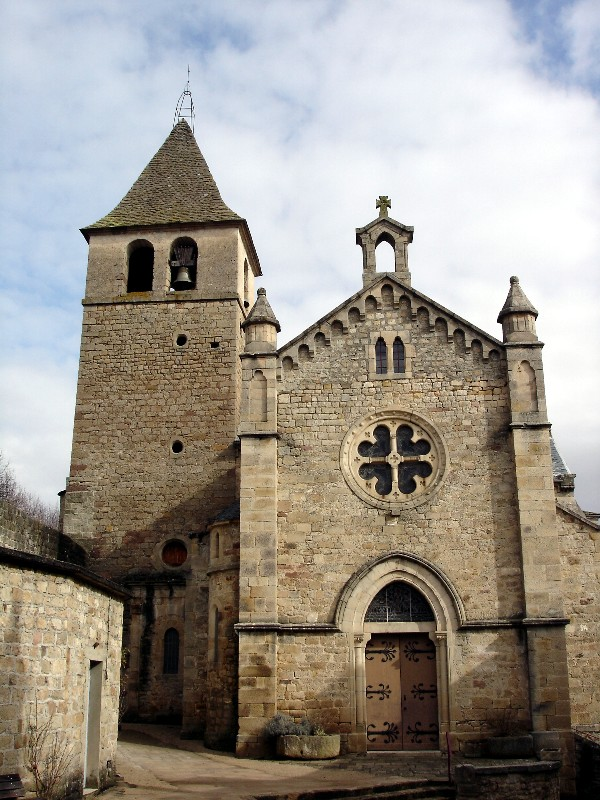
L'église Saint-Beauzyl.
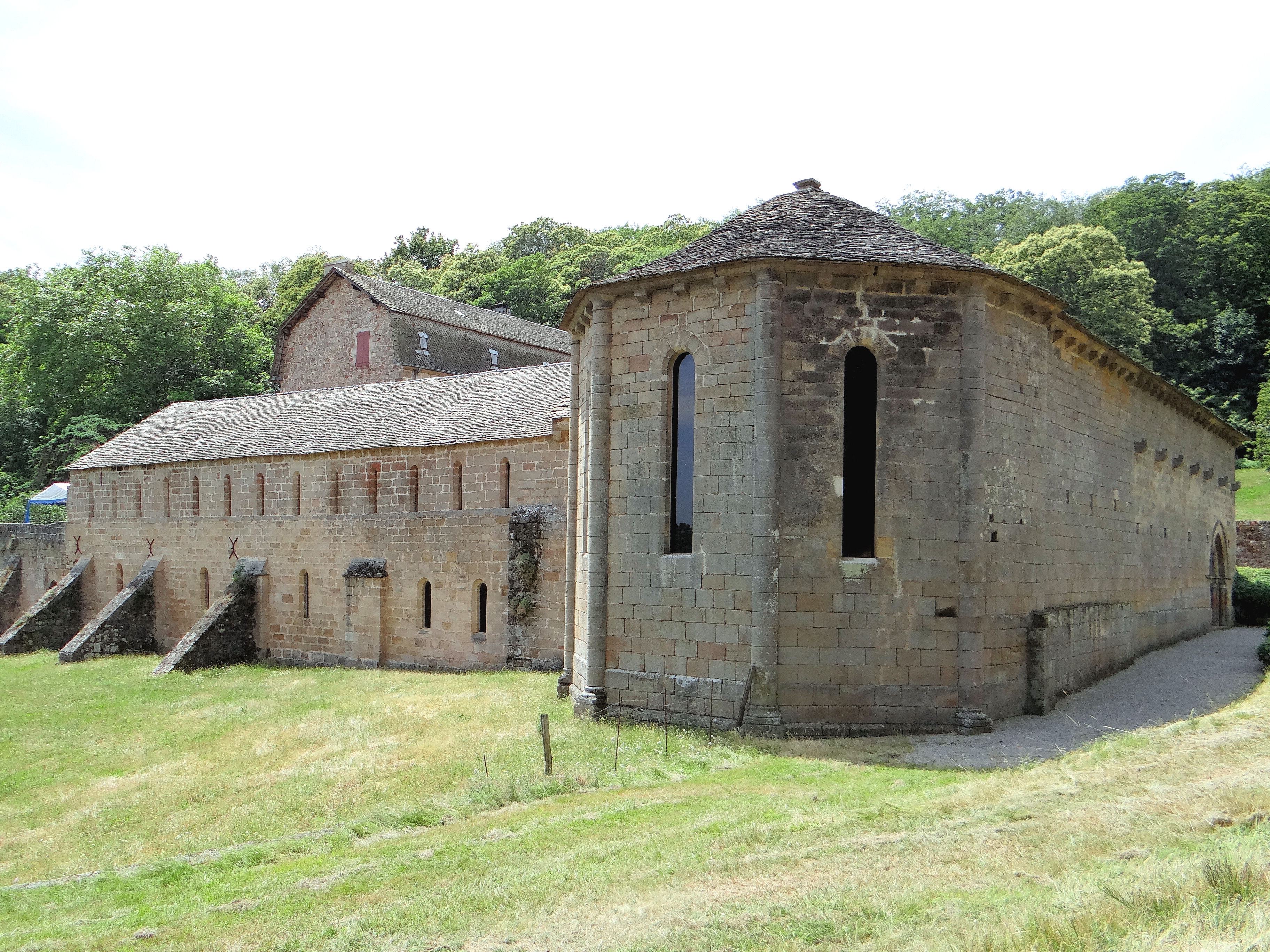
Le prieuré de Comberoumal.
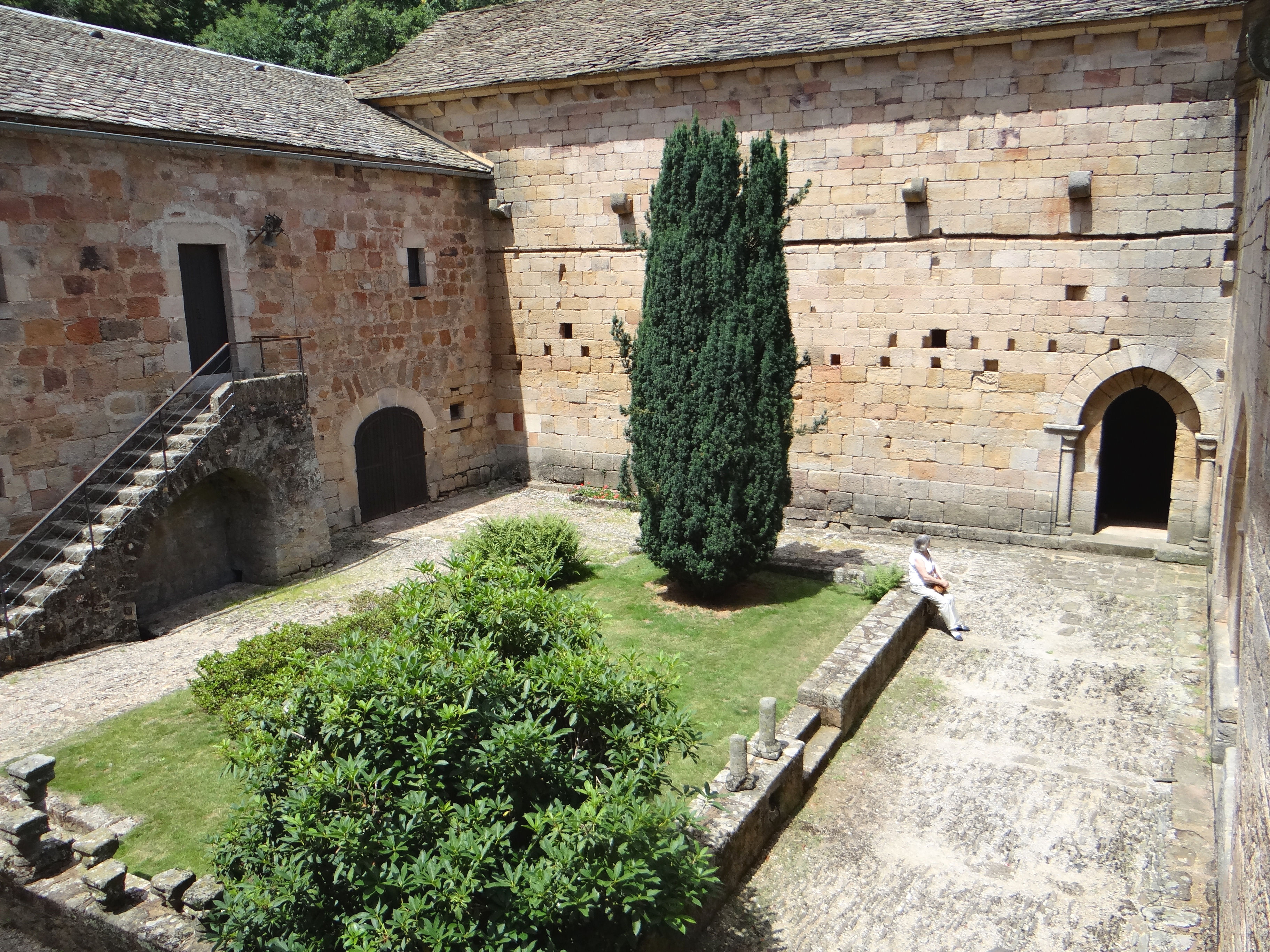
La cour du cloître de Comberoumal.
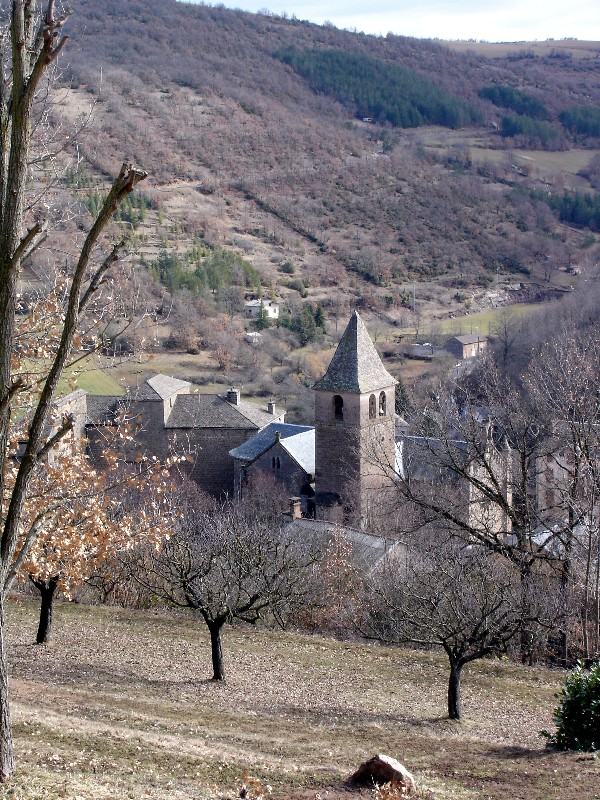
Le bourg.

### Personnalités liées à la commune
- Bérenger de Roquefeuil-Blanquefort (1448-1530), seigneur de Saint Beauzély et constructeur du château de Bonaguil.
- Alaus Déodat, maître maçon du XVe siècle. Les fortifications des cités templières du Larzac, La Couvertoirade, La Cavalerie, Sainte-Eulalie-de-Cernon sont les œuvres monumentales attestant du savoir-faire de cet illustre bâtisseur.
- Paul Gaubert (1865-1948), minéralogiste né à Saint-Beauzély ; nommé directeur du laboratoire du Muséum national d'histoire naturelle en 1893. En 1909, et à nouveau en 1934, il a été élu président de la société française de minéralogie.
- Jules Merviel (1906-1976) né à Saint-Beauzély ; populaire coureur cycliste des années 1930, médaille d'argent aux Championnats du monde de cyclisme sur route 1926.
- Alain Peyrefitte (1925-1999), homme politique et académicien, y passa son enfance[36].

### Héraldique
| Blason de Saint-Beauzély | Blason  | D'argent au chevron de sable soutenu d'une tour donjonnée de trois pièces du même, au chef de gueules chargé d'une harpe d'or accostée de deux cordelières du champ. |
| Blason de Saint-Beauzély | Détails | Le statut officiel du blason reste à déterminer. |